# MTV Europe Music Awards 2004

### Лучшая группа
- Maroon 5
- Beastie Boys
- The Black Eyed Peas
- D12
- Outkast

### Лучшая песня
- Maroon 5, This Love
- Anastacia, Left Outside Alone
- Britney Spears, Toxic
- Outkast', Hey Ya!'
- Usher feat Ludacris, Yeah!

### Лучшая исполнительница
- Britney Spears
- Alicia Keys
- Anastacia
- Avril Lavigne
- Beyoncé

### Лучший исполнитель
- Usher
- Jay-Z
- Джастин Тимберлейк
- Nelly
- Robbie Williams

### Лучший хип-хоп исполнитель
- D12
- Beastie Boys
- Jay-Z
- Канье Уэст
- Nelly

### Лучший новый исполнитель
- Maroon 5
- Franz Ferdinand
- Jamelia
- Keane
- The Rasmus

### Лучший R&B исполнитель
- Alicia Keys
- Beyoncé
- Kelis
- OutKast
- Usher

### Лучший альбом
- Usher, Confessions
- Beyoncé, Dangerously In Love
- The Black Eyed Peas, Elephunk
- Dido, Life For Rent
- Outkast, Speakerboxxx/The Love Below

### Лучший альтернативный исполнитель
- Muse
- Franz Ferdinand
- Björk
- The Hives
- The Prodigy

### Лучший рок исполнитель
- Linkin Park
- The Darkness
- Good Charlotte
- Green Day
- Red Hot Chili Peppers

### Лучший поп исполнитель
- The Black Eyed Peas
- Anastacia
- Avril Lavigne
- Britney Spears
- Robbie Williams

### Лучшее видео
- OutKast, Hey Ya!
- The Cure, The End Of The World
- Jay-Z, 99 Problems
- The Streets, Fit But You Know It
- The White Stripes, The Hardest Button To Button

### Лучший британский-ирландский исполнитель
- Muse
- Franz Ferdinand
- Natasha Bedingfield
- Jamelia
- The Streets

### Лучший скандинавский исполнитель
- The Hives
- Saybia
- Maria Mena
- Sondre Lerche
- Sahara Hotnights

### Лучший румынский исполнитель
- Ombladon (featuring Raku)
- Activ
- Cargo
- Firma
- O-Zone

### Лучший русский исполнитель
- ЗВЕРИ